# Faith Hill
Faith Hill, rodným jménem Audrey Faith Perryová (* 21. září 1967, Ridgeland) je americká zpěvačka, jedna z nejúspěšnějších představitelek žánru country. Celosvětově prodala více než 40 milionů alb. První vydala roku 1993 (Take Me as I Am). Průlomovým albem bylo Breathe z roku 1999, za které získala tři ceny Grammy, a které se stalo nejprodávanějším country albem všech dob. Grammy si odnesla později ještě dvě, za písně Cry (2003) a Like We Never Loved at All (2006). V roce 2001 nazpívala ústřední píseň k filmu Pearl Harbor pod názvem There You'll Be, která se stala jejím nejznámějším songem v Evropě. Jejím manželem se roku 1996 stal zpěvák Tim McGraw. S ním nazpívala i některé duety.

## Tvorba

### Studiová alba
- 1993: Take Me as I Am
- 1995: It Matters to Me
- 1998: Faith
- 1999: Breathe
- 2002: Cry
- 2005: Fireflies
- 2008: Joy to the World

### Výběry
- 1996: Piece of My Heart
- 2001: There You'll Be
- 2007: The Hits
- 2016: Deep Tracks